# Anna Karen
Anna Karen, soms op de aftiteling als Anna Karan, (Durban (Zuid-Afrika), 19 september 1936 als Ann McCall — Ilford (Londen), 22 februari 2022) was een actrice die bekend werd door haar rol als de oliedomme Olive Rudge in de Britse televisieserie On the Buses. Ze was ook te zien in de tv-soap EastEnders. 

## Filmografie
- EastEnders televisieserie - Aunt Sal (12 afl., 1997-2007)
- The Golden Hour televisieserie - Rita Philips (Afl. 1.1, 2005)
- Together Alone (2005) - Rita Philips
- The Second Quest (televisiefilm, 2004) - Sally
- The Bill televisieserie - Margie Cornell (Afl. 054 en 055, 2002)
- Revolver televisieserie - Verschillende personages (Serie 1 en aflevering 2.2, 2001 en 2004)
- TravelWise (Video, 2000) - Rol onbekend
- Boyz Unlimited televisieserie - Nigel's Mum (Afl., 1.5, 1999)
- Goodnight Sweetheart televisieserie - Mrs. Hardcore (Afl. Have You Ever Seen a Dream Walking?, 1998)
- Beautiful Thing (1996) - Marlene
- Roland Rat, the Series televisieserie - Maureen (Afl. onbekend, 1986)
- Trouble and Strife televisieserie - Rosita Pearman (13 afl., 1985-1986)
- The Rag Trade televisieserie - Olive (21 afl., 1977-1978)
- What's Up Nurse! (1977) - Knitter
- The Kenneth Williams Show televisieserie - Rol onbekend (Afl., 2.1, 1976)
- Marcus Welby, M.D. televisieserie - Nurse Claire (Afl. The Medea Factor, 1975)
- Holiday on the Buses (1973) - Olive Butler
- The Affair (televisiefilm, 1973) - Willa
- On the Buses televisieserie - Olive Rudge (1969-1972), Olive Butler (1973)
- Mutiny on the Buses (1972) - Olive Rudge
- On the Buses (1971) - Olive Rudge
- Dixon of Dock Green televisieserie - Housewife (Afl., Waste Land, 1970)
- Carry on Loving (1970) - Wife
- Carry on Camping (1969) - Hefty Girl
- Poor Cow (1967) - Rol onbekend
- The Sandwich Man (1966) - Rol onbekend
- Nudist Memories (1959) - Anne

## Privé-leven
Ze trouwde twee keer. De eerste keer met de bijna dertig jaar oudere acteur Jeff Morrow en in 1967 met komediant Terry Duggan. Duggan overleed in 2008.
Ze overleed op 85-jarige leeftijd door een brand in haar woning.